# Ferran Savall i Figueras
Ferran Savall i Figueras, (Basilea, 1979), és un músic i cantant català.
Ha cantat i interpretat amb nombrosos artistes i grups musicals com Hespèrion XXI, Jordi Savall, STN, Clara Peya, Jordi Bonell i Jordi Gaspar a més de la seva discografia pròpia.
És fill del director d'orquestra, violagambista i músic català Jordi Savall i de la soprano Montserrat Figueras, és el germà d'Arianna Savall.

## Biografia
Després de 17 anys de vida professional dels seus pares a la Schola Cantorum Basiliensis a Suïssa, la família Savall va tornar a Barcelona quan en Ferran tenia 6 anys. Des de petit la música l'acompanya, primer com un joc, sovint a través de la improvisació, i posteriorment com un llenguatge més.
A l'edat de 15 anys va iniciar els estudis de guitarra a l'Escola Luthier amb Xavier Coll. Uns estudis que compatibilitzà amb la interpretació d'instruments antics i en la realització del baix continu amb Rolf Lislevand, un músic de qui encara n'és deixeble. Va ser a partir de l'any 2000 quan va començar a treballar el cant modern estudiant amb Dolors Aldea i Petter Johansen. Entre el 2001-2003 segueix amb l'estudi dels instruments antics a l'Escola Superior de Música de Catalunya (ESMUC) amb Xavier Díaz-Latorre. Ha treballat diverses vegades amb Andrew Lawrence-King en el marc dels “Cursos de Música Antiga de Catalunya” a Sant Feliu de Guíxols.
Toca la tiorba i canta amb passatges improvisats al disc Du temps & de l'instant  realitzat amb els seus parents, la seva germana i el percussionista Pedro Estevan, aparegut l'any 2005. Aquest disc alterna els passatges vocals i instrumentals originaris de diferents països costaners de la Mediterrània, amb incursions a Afganistan, Bretanya, Mèxic i a la música de Marin Marais.
D'altra banda, Ferran és guitarrista, acompanyant-se al cant amb improvisacions, i amb el seu propi estil on es barregen influències de blues, de jazz, de música tradicional catalana i de músiques del món. La seva trajectòria musical l'ha portat a conèixer nombrosos amics músics de totes les latituds.
El 2009, va llençar disc propi, «Mireu el nostre mar», en al·lusió al mare nostrum llatí i dedicat al mar Mediterrani, ple de diferents influències. En ell es retroben la cançó tradicional catalana, com «La cançó del lladre», i la cançó de bressol hebraica Noumi, noumi (yaldati) (נומי נומי ילדתי), presents també al disc familiar. També en aquest disc figura una versió poc coneguda de l'himne nacional de Catalunya Els Segadors, on s'acompanya del piano i ho planteja com un lament que denuncia el patiment de totes les guerres. Pel que fa a la cançó que dona títol al disc, «Mireu el nostre mar», s'inspira lliurement en la melodia del «Cant dels ocells», que també hi era a Du temps & de l'instant.
Ha tocat en concert el 26 de gener de 2010 al New Morning a París. Va actuar amb el seu pare Jordi Savall el 6 d'agost de 2010 a l'església de Sent Robèrt dins el Festival 1001 Notes al Llemosí.
L'any 2014 va publicar el seu darrer àlbum, IMPRO, un disc basat en la improvisació com a base harmònica sobre la qual Ferran Savall, acompanyat en algunes peces de Pedro Esteban i Jordi Savall, elabora un bell discurs vocal caracteritzat pel seu eclecticisme i qualitat on les melodies s'expressen sense paraules. Les peces recollides a l'àlbum IMPRO foren gravades en diversos períodes creatius de Ferran Savall des de 2009 fins a 2013.
El desembre de 2014 Ferran Savall estrena l'espectacle Impro Sharana al Festival Temporada Alta de Girona i al Mercat de les Flors de Barcelona, un projecte de dansa - concert elaborat juntament amb la ballarina índia Shantala Shivalinggappa i al costat de músics tals com Nedyalko Nedyalkov, Driss El Maloumi, David Mayoral i Jordi Gaspar.
A més a més, ha colaborat diverses vegades amb músics i compositors com Hakan Güngor, Clara Peya, Jordi Gaspar, Meritxell Neddermann, Judit Neddermann, Jordi Bonell, Mario Mas o Néstor Giménez entre d'altres. Actualment els seus concerts es desenvolupen essencialment en territori català, a més d'escenaris europeus, en països com Bèlgica, França, Itàlia o Irlanda.

## Discografia
- 2005: Du temps & de l'instant (Alia Vox)
- 2007: Lachrimae Caravaggio (Alia Vox), veu, amb Hespèrion XXI i Jordi Savall
- 2009: Mireu el nostre mar (Alia Vox)
- 2009: Peiwoh (Alia Vox), tiorba i veu, amb la seva germana Arianna Savall i altres musics
- 2014: Impro (Alia Vox)
- 2015 Espiral de Clara Peya. Veu
- 2015 Mimulus de Clara Peya. Veu